# گوربیچه
گوربیچه (به لاتین: Gurbicze) یک روستا در لهستان است که در گمینا یاشویوه واقع شده‌است.